# Auntie Mame
Auntie Mame, conocida en español como La tía Mame y además en España como Esta tía es un demonio  y en Hispanoamérica como Tía y mamá, es una película de 1958 basada en la novela La tía Mame (Auntie Mame), protagonizada por Rosalind Russell y dirigida por Morton DaCosta. El guion fue adaptado por Betty Comden y Adolph Green a partir de la obra teatral de Jerome Lawrence y Robert Edwin Lee y de la novela de Patrick Dennis. La banda sonora original fue compuesta por Bronislau Kaper. Otra versión musical fue producida en 1974, protagonizada por Lucille Ball. En España, la novela está publicada por la editorial Acantilado.

## Argumento
Mame Dennis (Rosalind Russell) interpreta a la extravagante tía del joven Patrick Dennis, al que adopta al morir su padre. Al cuidado de Mame, Patrick pronto es introducido en el estilo de vida excéntrico y liberal de su tía. Con el tiempo, el sobrino de Mame se convierte en un joven ajeno al estilo de vida tedioso y convencional hacía el que estaba orientado.

## Premios y honores
La película fue nominada a los Premios Óscar en las categorías de mejor actriz (Rosalind Russell), mejor actriz de reparto (Peggy Cass), mejor dirección artística (Malcolm Bert, George James Hopkins), mejor fotografía - Color, mejor montaje y mejor película. La película también fue nominada a tres Globos de Oro de los cuales ganó dos.
Reconocimiento del American Film Institute
- 2000: AFI's 100 años... 100 sonrisas #94
- 2005: AFI's 100 años... 100 frases #93

## Reparto

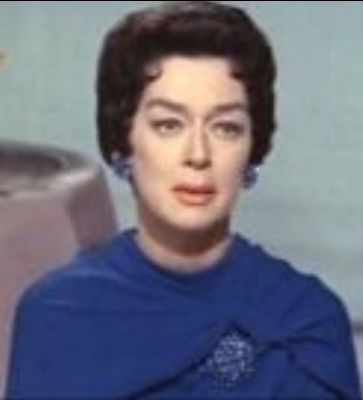
Rosalind Russell como Mame Dennis.

- Rosalind Russell como Mame Dennis.
- Forrest Tucker como Beauregard Jackson Pickett Burnside.
- Coral Browne como Vera Charles.
- Fred Clark como Dwight Babcock.
- Roger Smith como Patrick Dennis - adulto.
- Patric Knowles como Lindsay Woolsey.
- Peggy Cass como Agnes Gooch.
- Jan Handzlik como Patrick Dennis - niño.
- Joanna Barnes como Gloria Upson.
- Pippa Scott como Pegeen Ryan.
- Lee Patrick como Doris Upson.
- Willard Waterman como Claude Upson.
- Robin Hughes como Brian O'Bannion.
- Connie Gilchrist como Norah Muldoon.
- Yuki Shimoda como Ito.
- Brook Byron como Sally Cato MacDougall.
- Carol Veazie como Mrs. Burnside
- Henry Brandon como Acacius Page.

## Equipo de producción
- Diseño de producción - Malcolm C. Bert
- Dirección artística - Malcolm C. Bert
- Decorados - George James Hopkins
- Diseño de vestuario - Orry-Kelly
- Supervisor de maquillaje - Gordon Bau
- Maquillaje - Gene Hibbs
- Peluquería - Myrl Stoltz
- Maquillaje - Robert J. Schiffer
- Asistente de dirección - Joseph Don Page
- Storyboard - Harold Michelson
- Departamento de sonido - M.A. Merrick
- Dobles - Roydon Clark, Bob Herron, Dick Hudkins, Boyd 'Red' Morgan, Audrey Scott, Dean Smith
- Música - Ray Heindorf